# 卡薩鎮區 (阿肯色州佩里縣)
卡薩鎮區（英語：Casa Township）是位於美國阿肯色州佩里縣的一個行政鎮區。

## 地方資料
卡薩鎮區的面積為70.37平方千米，當中陸地面積為70.29平方千米，而水域面積為0.08平方千米。根據2010年美國人口普查的數據，當地共有人口520人，而人口密度為每平方千米7.39人。